# 谢尔尼
谢尔尼（義大利語：Scerni），是意大利基耶蒂省的一个市镇。总面积41.05平方公里，人口3521人，人口密度85.8人/平方公里（2009年）。ISTAT代码为069087。